# Алексеевское сельское поселение (Кормиловский район)
Алексеевское се́льское поселе́ние — муниципальное образование в Кормиловском районе Омской области Российской Федерации.
Административный центр — село Алексеевка.

## История
Статус и границы сельского поселения установлены Законом Омской области от 30 июля 2004 года № 548-ОЗ «О границах и статусе муниципальных образований Омской области».

## Население
| 2010  | 2011  | 2012  | 2013  | 2014  | 2015  | 2016  |
| ----- | ----- | ----- | ----- | ----- | ----- | ----- |
| 1530  | ↗1531 | ↗1536 | ↗1556 | ↗1565 | ↗1595 | ↗1604 |
| 2017  | 2018  | 2019  | 2020  | 2021  | 2023  |       |
| ↗1626 | ↘1616 | ↘1605 | ↘1584 | ↘1574 | ↘1545 |       |

## Состав сельского поселения
| № | Населённый пункт | Тип населённого пункта       | Население |
| - | ---------------- | ---------------------------- | --------- |
| 1 | Алексеевка       | село, административный центр | 1159      |
| 2 | Дубровка         | деревня                      | 138       |
| 3 | Егорьевка        | деревня                      | 64        |
| 4 | Михеевка         | деревня                      | 50        |
| 5 | Степановка       | деревня                      | 119       |